# Oberreuth (Michelau)
Oberreuth ist ein Ortsteil der oberfränkischen Gemeinde Michelau in Oberfranken im Landkreis Lichtenfels.

## Geografie
Das Dorf liegt etwa neun Kilometer nordöstlich von Lichtenfels. Der Ort wird vom Brunnenbach, früher Nonnenbach genannt, einem rechten Zufluss des Mains, durchflossen. Durch Oberreuth führt eine Gemeindeverbindungsstraße von Lettenreuth nach Trübenbach.

## Geschichte
Der erste urkundliche Erwähnung war 1345. Die Äbtissin und der Konvent des Klosters Sonnefeld besaßen die „zwei Revtlin, die da hinter Crevz liegen“ pfandweise vom Bamberger Bischof Friedrich von Hohenlohe. 1348 gab es in dem Urbar des Bistums Bamberg den Eintrag: „in villa Obernreutlein eine Manse, deren Zins an Kloster Sonnefeld verpfändet ist“.
Im Jahr 1801 gehörte Oberreuth zum Gebiet des Hochstifts Bamberg und grenzte an das Amt Sonnefeld des Fürstentums Sachsen-Hildburghausen. Der Ort war allen hohen und niederen Gerichtsbarkeiten des Hochstifts unterworfen und bildete mit Lettenreuth eine Gemeinde. Er hatte drei mit Stadeln versehene Häuser. Einige Handwerker insbesondere Ziegler lebten in dem Ort.
1818 gehörte Oberreuth als Teil der Landgemeinde Lettenreuth zum Obermainkreis. 1862 folgte die Eingliederung des Dorfes in das neu geschaffene bayerische Bezirksamt Lichtenfels. 1875 zählte Oberreuth 62 Einwohner und 20 Gebäude. Der Ort gehörte zum Sprengel der katholischen Pfarrei im zwei Kilometer entfernten Graitz. Die katholische Schule stand im 1,5 Kilometer entfernten Lettenreuth. 1900 umfasste die Landgemeinde Lettenreuth eine Fläche von 534,08 Hektar, 467 Einwohner, von denen 457 katholisch und 10 protestantisch waren, sowie 73 Wohngebäude. 71 Personen lebten in Oberreuth in 10 Wohngebäuden. Der Ort gehörte zum Sprengel der protestantischen Pfarrei Michelau. Seit 1921 ist Oberreuth nach Lettenreuth eingepfarrt. 1925 lebten in dem Dorf 69 Personen in 11 Wohngebäuden. 1950 hatte der Ort 83 Einwohner und 13 Wohngebäude. Der Ort gehörte zum Sprengel der protestantischen Pfarrei Schwürbitz. Im Jahr 1970 zählte Oberreuth 48 Einwohner und 1987 60 Einwohner sowie 17 Wohngebäude mit 24 Wohnungen.
Am 1. Januar 1977 wurde Oberreuth in die Gemeinde Michelau eingegliedert.

## Sehenswürdigkeiten

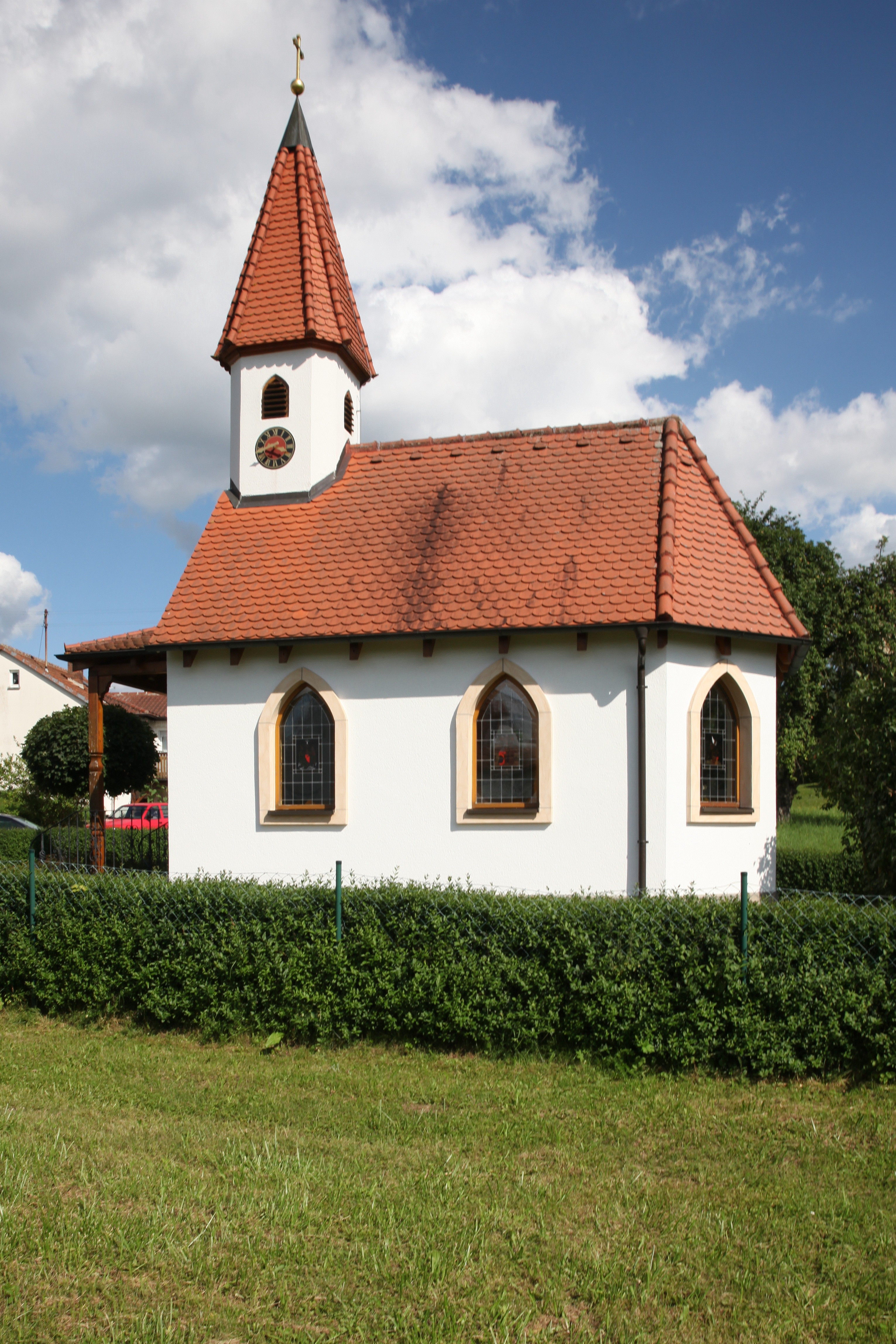
Katholische Kapelle Maria Königin

Die Einwohner von Oberreuth gründeten 1988 einen Kapellenbauverein und errichteten die katholische Kapelle Maria Königin, die am 11. Juni 1995 geweiht wurde.